# Nelly Furtado-diszkográfia
A kanadai pop énekesnő-dalszövegíró Nelly Furtado diszkográfiája.

## Albumok

### Stúdióalbumok
| Év   | Album                                                        | Toplista-pozíció | Toplista-pozíció | Toplista-pozíció | Toplista-pozíció | Toplista-pozíció | Toplista-pozíció | Toplista-pozíció | Elismerések           | Eladások          |
| Év   | Album                                                        | CAN              | AUS              | GER              | NZ               | SWI              | UK               | U.S.             | Elismerések           | Eladások          |
| ---- | ------------------------------------------------------------ | ---------------- | ---------------- | ---------------- | ---------------- | ---------------- | ---------------- | ---------------- | --------------------- | ----------------- |
| 2000 | Whoa, Nelly! - Formátum: CD, digitális letöltés              | 2                | 4                | 14               | 5                | 6                | 2                | 24               | - EU: platinalemez    | - US: 2.02 millió |
| 2003 | Folklore - Formátum: CD, digitális letöltés                  | 18               | 82               | 4                | -                | 13               | 11               | 38               | - US: aranylemez      | - UK: 239,252     |
| 2006 | Loose - Formátum: CD, Vinyl digitális letöltés               | 1                | 4                | 1                | 1                | 1                | 4                | 1                | - EU: 3× platinalemez | - GER: 1 millió   |
| 2009 | Mi Plan - Formátum: CD, Vinyl digitális letöltés             | 20               | -                | 5                | -                | 3                | -                | 39               | - US: Platina (Latin) |                   |
| 2012 | The Spirit Indestructible - Formátum: CD, digitális letöltés | 18               | -                | 3                | -                | 3                | 46               | 79               |                       | - USA: 6 000      |

### Válogatásalbumok
| Év   | Album                                                        | Toplista-pozíció | Toplista-pozíció | Toplista-pozíció | Toplista-pozíció | Toplista-pozíció | Toplista-pozíció | Toplista-pozíció | Elismerések      | Eladások |
| Év   | Album                                                        | CAN              | AUS              | GER              | NZ               | SWI              | UK               | U.S.             | Elismerések      | Eladások |
| ---- | ------------------------------------------------------------ | ---------------- | ---------------- | ---------------- | ---------------- | ---------------- | ---------------- | ---------------- | ---------------- | -------- |
| 2010 | Mi Plan Remixes - Formátum: CD, digitális letöltés           | -                | -                | -                | -                | -                | -                | 16               |                  |          |
| 2010 | The Best of Nelly Furtado - Formátum: CD, digitális letöltés | 57               | -                | 20               | -                | 29               | 53               | -                | *POL: aranylemez |          |

### Kislemezek
| Év               | Dal                                                             | Legmagasabb helyezés | Legmagasabb helyezés | Legmagasabb helyezés | Legmagasabb helyezés | Legmagasabb helyezés | Legmagasabb helyezés | Legmagasabb helyezés | Legmagasabb helyezés | Legmagasabb helyezés | Legmagasabb helyezés | Legmagasabb helyezés | Legmagasabb helyezés | Minősítés                                                                         | Album                           |
| Év               | Dal                                                             | CAN                  | U.S.                 | U.S. Dance           | UK                   | AUS                  | GER                  | SWI                  | EUR                  | NZ                   | NL                   | FRA                  | MEX                  | Minősítés                                                                         | Album                           |
| Szóló előadóként | Szóló előadóként                                                | Szóló előadóként     | Szóló előadóként     | Szóló előadóként     | Szóló előadóként     | Szóló előadóként     | Szóló előadóként     | Szóló előadóként     | Szóló előadóként     | Szóló előadóként     | Szóló előadóként     | Szóló előadóként     | Szóló előadóként     | Szóló előadóként                                                                  | Szóló előadóként                |
| ---------------- | --------------------------------------------------------------- | -------------------- | -------------------- | -------------------- | -------------------- | -------------------- | -------------------- | -------------------- | -------------------- | -------------------- | -------------------- | -------------------- | -------------------- | --------------------------------------------------------------------------------- | ------------------------------- |
| 2000             | I'm like a Bird                                                 | 1                    | 9                    | 96                   | 5                    | 2                    | 41                   | 17                   | 3                    | 2                    | 4                    | 3                    | 33                   | - UK: ezüstlemez - AUS: 2× platinalemez                                           | Whoa, Nelly!                    |
| 2001             | Turn Off the Light                                              | 7                    | 5                    | 1                    | 4                    | 7                    | 31                   | 2                    | 3                    | 1                    | 7                    | 2                    | 46                   | - AUS: platinalemez - NZ: aranylemez                                              | Whoa, Nelly!                    |
| 2001             | Shit on the Radio (Remember the Days)                           | 14                   | -                    | -                    | 18                   | 53                   | 67                   | 43                   | -                    | 5                    | 7                    | 3                    | -                    |                                                                                   | Whoa, Nelly!                    |
| 2002             | Hey, Man!                                                       | 20                   | -                    | -                    | 49                   | -                    | -                    | -                    | -                    | -                    | -                    | -                    | -                    |                                                                                   | Whoa, Nelly!                    |
| 2003             | Powerless (Say What You Want)                                   | 6                    | 109                  | 5                    | 13                   | 37                   | 8                    | 16                   | 23                   | 16                   | 5                    | 9                    | -                    |                                                                                   | Folklore                        |
| 2004             | Try                                                             | 9                    | -                    | -                    | 15                   | 61                   | 31                   | 22                   | 25                   | -                    | 10                   | 2                    | -                    |                                                                                   | Folklore                        |
| 2004             | Força                                                           | 76                   | -                    | -                    | 40                   | -                    | 9                    | 5                    | 22                   | -                    | 3                    | 12                   | -                    |                                                                                   | Folklore                        |
| 2004             | Explode                                                         | 86                   | -                    | -                    | -                    | -                    | 34                   | 38                   | -                    | -                    | 13                   | 18                   | -                    |                                                                                   | Folklore                        |
| 2005             | The Grass Is Green                                              | -                    | -                    | -                    | -                    | -                    | 65                   | -                    | -                    | -                    | -                    | -                    | -                    |                                                                                   | Folklore                        |
| 2006             | No Hay Igual                                                    | -                    | -                    | -                    | -                    | -                    | -                    | -                    | -                    | -                    | -                    | -                    | -                    |                                                                                   |                                 |
| 2006             | Promiscuous(közreműködik: Timbaland)                            | 1                    | 1                    | 1                    | 3                    | 2                    | 6                    | 6                    | 2                    | 1                    | 9                    | 2                    | 15                   | - US: 2× platinalemez - AUS: platinalemez - CAN: 3× platinalemez - NZ: aranylemez | Loose                           |
| 2006             | Maneater                                                        | 5                    | 16                   | 1                    | 1                    | 3                    | 4                    | 3                    | 1                    | 2                    | 10                   | 1                    | 14                   |                                                                                   | Loose                           |
| 2006             | Te Busqué(közreműködik: Juanes)                                 | -                    | -                    | -                    | -                    | -                    | 16                   | 79                   | 47                   | -                    | 4                    | -                    | -                    |                                                                                   | Loose                           |
| 2006             | All Good Things (Come to an End)                                | 5                    | 86                   | 1                    | 4                    | 12                   | 1                    | 1                    | 1                    | 12                   | 1                    | 20                   | 6                    |                                                                                   | Loose                           |
| 2007             | Say It Right                                                    | 1                    | 1                    | 1                    | 10                   | 2                    | 2                    | 1                    | 1                    | 1                    | 2                    | 1                    | 1                    |                                                                                   | Loose                           |
| 2007             | Do It                                                           | 11                   | 88                   | 1                    | 75                   | 53                   | 22                   | 30                   | 24                   | 17                   | 16                   | 3                    | -                    |                                                                                   | Loose                           |
| 2007             | In God's Hands                                                  | 11                   | -                    | -                    | 116                  | -                    | 33                   | -                    | 70                   | -                    | 15                   | 37                   | -                    |                                                                                   | Loose                           |
| 2009             | Manos Al Aire                                                   | -                    | -                    | 5                    | 2                    | -                    | -                    | 14                   | 8                    | -                    | -                    | -                    | -                    |                                                                                   |                                 |
| 2009             | Más                                                             | -                    | -                    | -                    | -                    | -                    | -                    | -                    | -                    | -                    | -                    | -                    | -                    |                                                                                   |                                 |
| 2010             | Bajo Otra Luz (közreműködik: Julieta Venegas és Mala Rodríguez) | -                    | -                    | -                    | -                    | -                    | -                    | -                    | -                    | -                    | -                    | -                    | -                    |                                                                                   | Mi Plan                         |
| 2010             | Night is Young                                                  | -                    | -                    | -                    | -                    | -                    | -                    | -                    | -                    | -                    | -                    | -                    | -                    |                                                                                   | The Best of Nelly Furtado       |
| Vendégelőadóként |                                                                 |                      |                      |                      |                      |                      |                      |                      |                      |                      |                      |                      |                      |                                                                                   |                                 |
| 2002             | Ching Ching (Ms.Jade közreműködik: Nelly Furtado)               | -                    | -                    | -                    | -                    | -                    | -                    | -                    | -                    | -                    | -                    | -                    | -                    |                                                                                   | Girl Interrupted                |
| 2003             | Fotografía (Juanes közreműködik: Nelly Furtado)                 | -                    | -                    | -                    | -                    | -                    | 1                    | 1                    | 92                   | 1                    | -                    | 19                   | 1                    |                                                                                   | Un Dia Normal                   |
| 2007             | Give It To Me (Timbaland, Nelly Furtado és Justin Timberlake)   | 1                    | 1                    | -                    | 1                    | 16                   | 3                    | 6                    | 2                    | 2                    | 7                    | 4                    | 7                    |                                                                                   | Timbaland Presents: Shock Value |
| 2008             | Broken Strings (James Morrison közreműködik: Nelly Furtado)     | 41                   | -                    | -                    | 2                    | 80                   | 1                    | 1                    | 1                    | 10                   | 6                    | -                    | 6                    |                                                                                   | Songs For You, Truths For Me    |
| 2009             | Jump(Flo Rida közreműködik: Nelly Furtado)                      | 32                   | 95                   | -                    | -                    | -                    | -                    | -                    | -                    | -                    | -                    | -                    | -                    |                                                                                   | R.O.O.T.S                       |